# Askale Tafa
Pour les articles homonymes, voir Tafa.
Askale Tafa, née le 27 septembre 1984, est une coureuse éthiopienne de longue distance spécialisée dans le marathon. Sa sœur Tafa Megersa Mergertu est aussi une coureuse de marathon.

## Carrière
En 2005, elle termine troisième du marathon de Rome. En 2006, elle remporte le marathon de Milan et termine deuxième des 25 kilomètres de Berlin en 1 h 28 min 13 s. En 2007, elle remporte le marathon de Dubaï et celui de Paris en 2 h 25 min 7 s,.
Elle représente son pays aux championnats du monde d'athlétisme 2007 à Osaka sur l'épreuve de marathon sur laquelle elle termine 22e.

## Records personnels
- semi-marathon : 1 h 9 min 37 s (2008)
- marathon : 2 h 21 min 31 s (2008)